# Lammassaari (ö i Norra Karelen, Mellersta Karelen, lat 62,25, long 30,76)
Lammassaari är en ö i Finland. Den ligger i sjön Kaustajärvi och i kommunen Tohmajärvi i den ekonomiska regionen  Mellersta Karelens ekonomiska region  och landskapet Norra Karelen, i den sydöstra delen av landet, 400 km nordost om huvudstaden Helsingfors. Öns area är 1,8 hektar och dess största längd är 320 meter i nord-sydlig riktning.